# コミュニティワン
コミュニティワン株式会社は、かつて存在した東急不動産ホールディングス・グループ、株式会社東急コミュニティーの子会社にあたるマンション管理会社。東京都に本社を置き、全国各地に支店・営業所を設けていた。
かつて親会社であったダイア建設とは既に資本関係は無く、2021年10月1日を以って親会社である東急コミュニティーに吸収され、消滅した。2021年3月時点の管理受託戸数は160,683戸であった。

## 沿革
- 1975年（昭和50年）- 株式会社カイセイ産業（後にダイア管理と合併）設立。
- 1976年（昭和51年）- 五光管理株式会社がマンション管理事業を開始。
- 1986年（昭和61年）- ダイア建設の出資によりパレス管理株式会社を設立。
- 1987年（昭和62年）- 五光管理から業務譲渡を受け、ダイア管理株式会社に商号変更。
- 2008年（平成20年）- 株式会社ディ･エス･エス（介護事業部門を除く）及びダイアリビングサービス株式会社と合併。ダイアコミュニティサービス株式会社に商号変更。
- 2009年（平成21年）10月 - コミュニティワン株式会社に商号変更[3]。
- 2012年（平成24年）
  - 3月 - 株式会社ライフ・キーパーズ・ジャパンを吸収合併[4]。
  - 6月 - 株式会社東京マンションサービスのマンション管理事業を吸収分割により承継[5]。
- 2013年（平成25年）2月 - 親会社のユナイテッドコミュニティーズ株式会社が東急コミュニティーの完全子会社となり、東急不動産グループとなる[6]。
- 2014年（平成26年）4月 - 親会社のユナイテッドコミュニティーズを吸収合併[7]。東急コミュニティーの直接の子会社となる。
- 2016年（平成28年）4月 - 子会社の株式会社陽光ビルシステムを吸収合併[8]。
- 2018年（平成30年）4月 - 株式会社ティエスコミュニティーを吸収合併[9]。

## 支店
- 東京北支店 - 東京都豊島区東池袋2丁目23番2号 UBG東池袋ビル5階
- 東京南支店 - 東京都品川区西五反田5丁目2番4号 レキシントン･プラザ西五反田4階
- 北海道支店 - 北海道札幌市中央区大通西5丁目11番1号 電通恒産札幌ビル4階
- 東北支店 - 宮城県仙台市青葉区本町3丁目6番18号 勾当台イーストビル2階
- 新潟支店 - 新潟県新潟市中央区上大川前通六番町1215番地7 新潟野村證券ビル5階
- 八王子支店 - 東京都八王子市明神町4丁目7番14号　八王子ONビル7階
- 東関東支店 - 千葉県千葉市中央区新田町5番10号 わかちく千葉ビル2階
- 横浜支店 - 神奈川県横浜市西区楠町4番地7 横浜楠町ビル7階
- 藤沢支店 - 神奈川県藤沢市藤沢223番地2 ユーミー藤沢センタービル5階
- 北関東支店 - 埼玉県さいたま市大宮区仲町1丁目110番地 大宮NSD2階
- 名古屋支店 - 愛知県名古屋市中村区名駅4-2-28名古屋第二埼玉ビル9階
- 大阪支店 - 大阪府大阪市北区南森町1丁目4番19号 サウスホレストビル8階
- 北陸支店 - 石川県金沢市尾山町1番3号 朝日生命金沢第3ビル5階
- 中国支店 - 広島県広島市中区紙屋町1丁目3番2号 銀泉広島ビル6階
- 四国支店 - 香川県高松市福岡町3丁目28番22号
- 九州支店 - 福岡県福岡市中央区赤坂1丁目15番33号 ダイアビル福岡赤坂2階

## 関連会社
- 株式会社マリモコミュニティ